# Tier nan Gorduin
Tier Nan Gorduin egy regényszereplő, aki először Wayne Chapman (Gáspár András) A Halál havában c. fantasy-regényében bukkan fel, amelyet a magyar fantasy-kedvelők egységesen a M.A.G.U.S. fantasy-világ nyitóművének tekintenek.
A férfi kyr vérű ilanori bárd, vándorzsoldos és kalandozó.  Hányattatott, keserű, kalandos múltja és nagy élettapasztalata  és az ezek által benne hagyott nyomok minden fontosabb cselekedetében visszaköszönnek. Életútjára nem csak magányt jól tűrő, lecsendesedett, kesernyés természete utal, de múltjának szerepe van a M.A.G.U.S. szerinti jelenkor, a p.sz. (Pyarron Szerinti) 3690-es évek derekán, a Hetedkor alkonyán. Személye ezekben az években több fontos történelmi eseményhez is kapcsolódik, erre példa Orwella ismételt megjelenésének megakadályozása, (A Halál Havában) vagy a XIV. Zászlóháború során az Északi Szövetségnek tett szolgálat. Ezen kívül több másik regényben is szerepel. (pl. Csepp és Tenger, Karnevál)
Szerepe a M.A.G.U.S. történetében változó megítélésű; elfogadottsága mind az alkotók, mind az olvasók, rajongók részéről változó.

## Képességek, adottságok, fegyverek
Gorduin egy vándor bárd, tehát vándordalnok. Egyformán jól forgatja a fegyvert és a lantot, valamint zenészként, művészi képességeivel képes varázslatok megidézésére. Bűbájai jórészt illúziókból, érzelmekre ható varázslatokból állnak, valamint a dalok előadásának tökéletesítését szolgálják.
Gorduin képzett többféle harcnemben és fegyverforma használatában, ezek közül kitűnik jártassága a lőfegyverek és egy kézzel forgatható kardok terén. Ennek alátámasztására tulajdonában áll egy kahre-i nyílpuska, mely több nyílvesszőt is képes kilőni ismétlő mechanizmusának köszönhetően, valamint előre összerakott tárakat lehet belehelyezni, mint a modern lőfegyverekbe. Közelharcban egy hosszabb és egy rövidebb, kiváló tiadlani kardot használ, melyek elvesztése után egy élőfém kardot kap ajándékba Tiadlan uralkodónőjétől.
Ezenkívül birtokol egy kahrei tűzfegyvert, ami röviden egy puska megfelelője. Kidolgozása míves, csöve nyolcszög alakú, elsütése hatalmas robajjal jár.

## Történelmi sorrend
A Gorduin-regények és -novellák időbeli sorrendje:
- Jutalomjáték (novella, P. sz. 3630-as évek közepe)
- Toroni vér (novella, P. sz. 3637)
- Csepp és tenger (regény, P. sz. 3665)
- A Halál havában (regény, P. sz. 3690)
- Észak lángjai (regény, P. sz. 3691-92)
- Megkövült napvilág (novella, P. sz. 3695)
- Karnevál I.-II. (regény, P. sz. 3697)
- Keleti szél I.-II. (regény, P. sz 3698-3700)
- A bárd és a démonok (novella, P. sz. 3730-as évek vége)